# Alicante
 Ikke at forveksle med Alicante (provins).
Alicante (valenciansk: Alacant) er en by i Spanien. Den er hovedstad i provinsen Alicante i Valenciaregionen ved Middelhavet. Alicante er en vigtig havneby. Befolkningen i Alicante by var 337.482 i 2020. Med omkringliggende kommuner, anslås Stor-Alicante til at have omkring 757.000 indbyggere, som gør Alicante til det ottende største byområde i Spanien. Byens navn kommer fra det arabiske Al-Laqant (أللقنت), som igen afspejler latinske Lucentum.
Alicante er en af de hurtigst voksende byer i Spanien. Økonomien er hovedsagelig baseret på turisme og vinproduktion. Foruden vin eksporterer byen også olivenolie og frugt. Industrien i Alicante producerer blandt andet fødevarer, læder, tekstiler og keramik. Områdets specialitet, når det gælder mad, er Turrón – nougat af honning og mandler.
Byen er hovedkvarter for Kontoret for Harmonisering i det Indre Marked i EU.

## Historie
Området ved Alicante har været beboet i over 7000 år. De første jæger-samlere kom fra Centraleuropa mellem 5000 og 3000 f.Kr., som bosatte sig på skråningerne af Mount Benacantil. Omkring 1000 f.Kr. begyndte græske og fønikiske handlende at besøge Spaniens østkyst, hvor de efterhånden oprettede de første handelshavne. Endvidere lærte de indfødte iberiske stammer alfabetet og indførte jern, keramik og hjulet.
Alicante blev grundlagt i 324 f.Kr. af grækerne, som kaldte byen Akra Leuke. I 201 f.Kr. blev byen erobret af romerne som kaldte byen Lucentum. Resterne af Lucentum ligger cirka tre kilometer nord for den nuværende bymidte. De ældste arkæologiske rester af byen dateres til slutningen af det femte eller ved begyndelsen af det fjerde århundrede f.Kr..
Mellem 718 og 1249 blev byen styret af maurerne. Byen blev generobret i 1247, og indgik da i kongeriget Kastilien; i 1305 da i Kongeriget Aragón.
I middelalderen var den ud for Santa Pola beliggende ø Isla De Tabarca hjemsted for sørøvere, hvor de med deres skibe kunne søge ly i den naturlige havn og herfra kapre de mange handelsskibe, der passerede den lille ø. I 1700-tallet blev piraterne fordrevet og øen beboet med folk fra øen Tabarka i Tunesien; herfra stammer navnet på øen. Der har også været fængsel på øen.

## Økonomi
Indtil den globale recession, der startede i 2008, havde Alicante været en af de hurtigst voksende byer i Spanien. Tilvæksten var delvis baseret på turismen rettet mod strandene i Costa Blanca, og bygningen af boliger og hoteller som startede i begyndelsen af 1960-tallet og som kulminerede i slutningen af 1990-tallet har gjort at Alicante har vokset meget. Servicetjenester og offentlig administration spiller en vigtig rolle i byens økonomi.
- Alicante skyline
- Alicante
- Castillo de Santa Bárbara
- Rådhuset i Alicante
- Explanada de España
- Havnen i Alicante

## Seværdigheder
Byens berømteste seværdigheder er borgen Castillo de Santa Bárbara og Alicantes havn. Borgen Santa Bárbara befinder sig på højen Benacantil højt hævet over byen. Tårnet er den ældste del af byen, mens dele af underbygningen og dens grundmure først blev bygget i det 18. århundrede.
Promenaden Explanada de España, der består af 6,5 millioner små marmorsten, indrammet af palmer, er et populært mødested for alicantinerne.
Havnepromenaden Explanada de España går parallelt med havnen fra El Bairro til Pt Canalajas, består af 6,5 millioner små marmorfliser i bølge form, og er en af de mest populære promenader i Spanien. Der er mange udendørs serveringssteder.
Barrio de la Santa Cruz er en farverig fjerdedel af den gamle by, der ligger sydvest for Castillo de Santa Bárbara.
Parken Palmeral omfatter vandrestier, legepladser, damme og bække, borde og et auditorium til koncerter.
Lidt udenfor Alicante ligger den 1800 meter lange og 300 meter brede ø Isla De Tabarca. Der er badestrand, restauranter og 4 hoteller.